# Ruud Janssen (grafisch ontwerper)
Ruud Janssen (1951) is een grafisch ontwerper en oprichter van Vi-taal, een ontwerpbureau voor visuele communicatie en gespecialiseerd in gebarentaal. Hij werkt veel samen met doven maar is zelf niet doof.
Janssen is docent in Breda.
In 2002 nam hij het initiatief om het kinderboekenweekgeschenk van dat jaar (Rindert Kromhout, "Boris en het woeste water") te vertalen in gebarentaal.

## Publicaties
- 1981, "Doven uit de doofpot"
- 1986, "Het Handalfabet van doven"
- 1993, samen met Liesbeth Koenen en Tony Bloem, "Gebarentaal. De taal van doven in Nederland". (Dit boek won in 1993 de Eureka!-prijs).
- 1999, "De euro wordt van ons allemaal", video euro-voorlichting in gebarentaal, in opdracht van het Nationaal Forum voor de introductie van de euro.

- Bibsys: 90824044
- International Standard Name Identifier: 0000 0000 3542 8913
- Library of Congress Control Number: n93061987
- Nederlandse Thesaurus van Auteursnamen: 070121699
- Virtual International Authority File: 31209544
- WorldCat: E39PBJcGrc6DbbMVX4B786bKh3